# Nalibokiwoud
Het Nalibokiwoud (Wit-Russisch: cyrillisch Налібоцкая пушча, łacinka Nalibockaja pušča, Nalibotskaja poesjtsja) is een uitgestrekt bosgebied dat een totale oppervlakte van iets minder dan 2.400 km² heeft. Binnen het bosgebied is 781,56 km² beschermd als natuurreservaat. Het bosgebied is gelegen in het noordwesten van Wit-Rusland op de grens van de oblast Grodno en de oblast Minsk en ligt in het stroomdal van de rivieren Berezina, Islotsj en Volma. Hemelsbreed ligt het Nalibokiwoud op circa 60 kilometer ten westen van de Wit-Russische hoofdstad Minsk. Het gebied dankt zijn naam aan de plaats Naliboki aan de rand van het bosgebied.

## Flora en fauna
In het Nalibokiwoud zijn circa 840 vaatplanten vastgesteld. Soorten die op de Rode Lijst van Wit-Rusland staan zijn onder andere de prachtanjer (Dianthus superbus), valkruid (Arnica montana), moeraswespenorchis (Epipactis palustris) en brede wespenorchis (Epipactis helleborine). Er leven in het gebied vele soorten zoogdieren, zoals het edelhert (Cervus elaphus), Euraziatische lynx (Lynx lynx), wolf (Canis lupus), wisent (Bison bonasus), eland (Alces alces) en otter (Lutra lutra). Ook vogels zijn goed vertegenwoordigd, zo broeden er zeldzaamheden als de schreeuwarend (Clanga pomarina), slangenarend (Circaetus gallicus), zwarte ooievaar (Ciconia nigra), kwartelkoning (Crex crex) en grijskopspecht (Picus canus). Er zijn plannen om de komende jaren oerosachtigen (specifieker: taurosrunderen, Bos primigenius) en pony's (Equus ferus) in het gebied te laten verwilderen.

## Bielski-partizanen
Tijdens de Tweede Wereldoorlog was het Nalibokiwoud het onderkomen van vele duizenden Bielski-partizanen, die zich in de meest afgelegen delen voor de nazi's verscholen en vanuit hun geïmproviseerde maatschappij verzet boden tegen de nazi's door hen te bestoken met aanvallen. De Joodse partizanen waren dankzij het woud geheel zelfvoorzienend. Het woud stelde hen in staat de meest barre winters te doorstaan.